# 목련속
목련속(木蓮屬, Magnolia)은 목련과에 속하는 약 210~340종의 속씨식물로 이루어진 큰 속이다. 목련속에 속하는 종의 자연 분포 범위는 분리되어 있으며, 주요 중심지는 동아시아와 남아시아, 동남아시아이고, 보조 중심지는 북아메리카 동부, 중앙아메리카, 서인도제도이며 남아메리카에는 일부 종이다.

## 일부 종
- 백목련 (M. denudata)
- 태산목 (M. grandiflora)
- 목련 (M. kobus)
- 자목련 (M. liliiflora)
- 일본목련 (M. obovata)
- 함박꽃나무 (M. sieboldii)
- 초령목 (M. compressa)
- 별목련 (M. stellata)

### 주해
1. ↑  최근 분자 및 형태학 연구에 따르면 이전의 속(Talauma, Dugandiodendron, Manglietia, Michelia, Elmerrillia, Kmeria, Parakmeria, Pachylarnax)은 모두 넓은 의미의 목련속에 속한다. 좁은 의미의 목련속에는 약 120여 종을 포함한다.

### 출전
1. ↑  “Magnolia Plum. ex L..”. 《Plants of the World Online》. Royal Botanic Gardens, Kew. 2022년 3월 25일에 확인함.